# Ushiro-Goshi

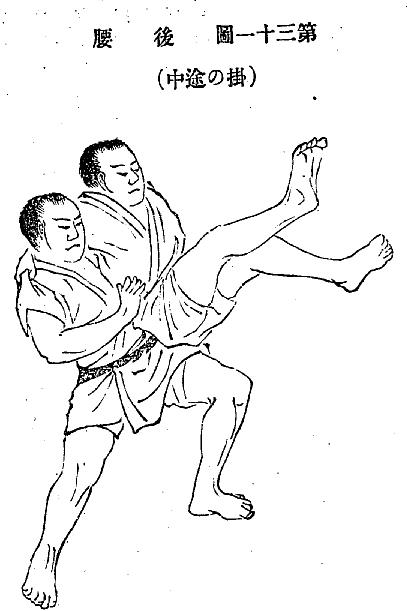
Ushiro-Goshi

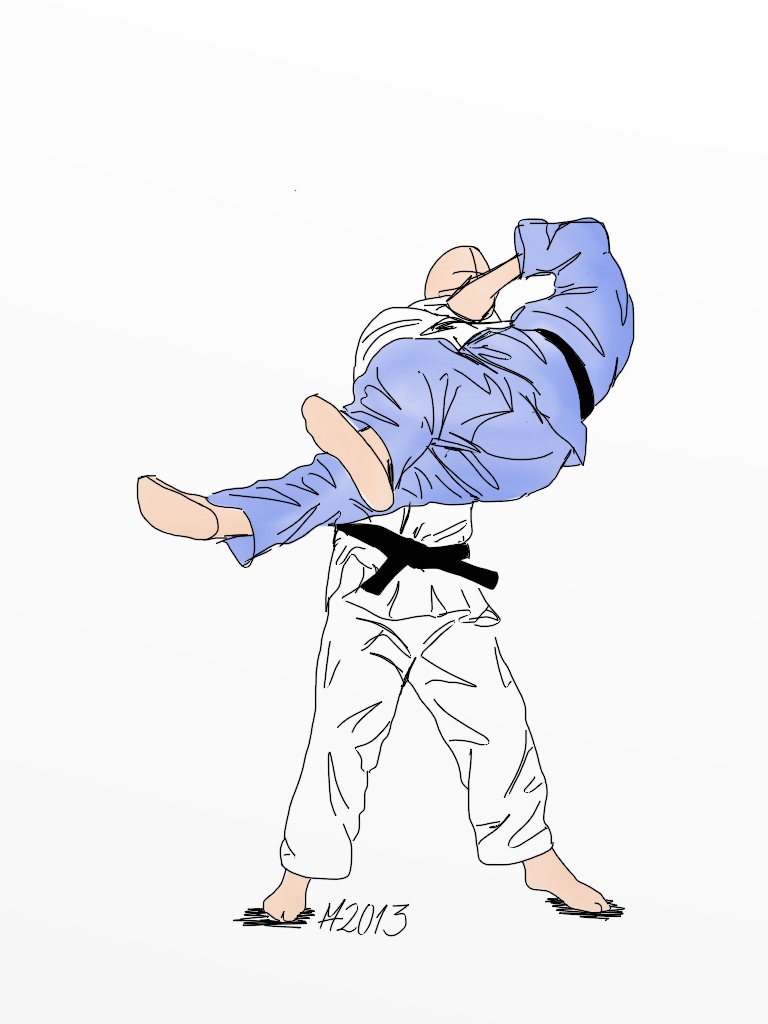
Exécusion de Ushiro-Goshi

Ushiro-Goshi (projection de hanche par l'arrière, en japonais : 後腰) est une technique de projection du judo. Ushiro-Goshi est le 5e mouvement du 5e groupe du gokyo.

## Terminologie
- Ushiro : derrière
- Goshi : hanche